# Werner K. Rey
Pour les articles homonymes, voir Rey.
 (décembre 2021).
Si vous disposez d'ouvrages ou d'articles de référence ou si vous connaissez des sites web de qualité traitant du thème abordé ici, merci de compléter l'article en donnant les références utiles à sa vérifiabilité et en les liant à la section « Notes et références ».
 (décembre 2021).
Werner K. Rey, né le 6 octobre 1943 à Zurich, est un financier suisse. Il est au cœur d'un important scandale financier au début des années 1990.

## Biographie

### Apprentissage
- Apprentissage d'employé de commerce à la Zürcher Ringbank Rüd, Blass & Co.
- Travail chez Investmentfonds (IOS) de Bernie Cornfeld, qui est en faillite en 1970.
- 1972, il travaille à la « Bank of Investment and Credit Ltd (Bankinvest) », à Zurich puis à Londres.

### La première spéculation « Bally»
- Au début de 1977, Werner K. Rey acquiert la majorité des actions du fabricant suisse de chaussures Bally, il prend la tête du conseil d'administration et de la direction générale. Il devient une personnalité connue mais personne ne sait d'où vient son argent.

- L'automne de la même année, Il vend Bally à la holding Oerlikon-Bührle avec un gain de 60 millions de francs.

### L'ascension
- En avril 1979, il acquiert la totalité des actions de l'entreprise de métallurgie Selve de Thoune pour 18 millions de francs.
- 1982, il achète la société inconnue Inspectorate et établit son siège à Neuchâtel.
- 1982, il achète les Ateliers de Constructions Mécaniques de Vevey (ACMV).
- 1986, il crée le groupe UMS Usines Métallurgiques Suisses S.A regroupant les trois fonderies du pays: Boillat SA, Reconvilier et Schweizerische Metallwerke AG Dornach, ainsi que son usine Selve.
- 1986, Inspectorate est cotée à la bourse ; succès : l'action de valeur nominale 100 francs monte à 3 000 francs.
- Il finance la construction d'un hôtel à Londres.
- 1986, il crée Omni Holding.
- Il acquiert l'éditeur de journaux Jean Frey Verlag.
- Il acquiert l'entreprise de travail temporaire Adia interim (aujourd'hui dans le groupe Adecco).
- Il acquiert l'entreprise allemande Harpener.
- Il acquiert 30% de Sulzer.
- 1988, Omni Holding entre à la bourse.
- 1989, il est dans le classement des 16 milliardaires du magazine Bilan.

### Les problèmes commencent
- Les taux d'intérêt montent, le cours des actions baisse.
- Automne 1990, les problèmes financiers deviennent visibles quand il vend Adia interim au Bieler Comco Holding alors inconnu.
- Le journal zurichois Neue Zürcher Zeitung soupçonne des manipulations de bilan chez Omni Holding, qui lui aurait permis d'obtenir facilement des prêts auprès des banques.

### La justice s'intéresse à ces affaires
- Printemps 1991, Omni Holding est sous les coups de la justice.
- Werner K. Rey est mis en faillite privée avec des dettes de 2 à 3 milliards de francs.
- Avril 1992, un mandat d'arrêt international est émis, mais Rey reste introuvable.

### La prison
- Août 1992, un reporter du Blick découvre qu'il séjourne aux Bahamas. À la suite d'une demande d'arrestation dûment formulée transmise par l'OFP, Rey est arrêté à Nassau, mais remis en liberté sous caution.
- 1996, il retourne en prison.

- Le 2 juin 1998, Werner K. Rey est rapatrié en Suisse après plus de deux ans de détention aux fins d'extradition. Le voyage est effectué en jet privé.

- 1999, procès à Berne, il est reconnu coupable d’abus de confiance, d’escroqueries répétées et de faux dans les titres et condamné à une peine de quatre ans de réclusion. Après déduction de la préventive (3 ans) et de son bon comportement en prison (2/3 seulement de la peine à accomplir), il est libérable immédiatement. Un recours est cependant  déposé, mais comme il existe un grand risque de délit de fuite, il doit rester en prison préventive jusqu'au nouveau jugement.
- Le tribunal de recours augmente sa peine, il est aussi condamné à 4,5 millions de francs de frais de justice.

### Libération
- En 2000, il est libéré, il refait du commerce aux Bahamas, mais il n'a pas encore remboursé un centime de ce qu'il doit.
- Il habite à Londres et travaille avec Daniel Aegerter dans la société Armada, faisant du conseil. Il semble que la richesse de Werner Rey se soit volatilisée et que celle de Daniel Aegerter soit apparue ex nihilo, posant la question de savoir si Daniel Aegerter est le trustee de la fortune de Werner Rey.